# Acobamba (província)
Acobamba é uma província do Peru localizada na região de Huancavelica. Sua capital é a cidade de Acobamba.

## Distritos
- Acobamba
- Andabamba
- Anta
- Caja
- Marcas
- Paucará
- Pomacocha
- Rosario